# 1923 год в истории железнодорожного транспорта
1923 год в истории железнодорожного транспорта

## События
- 27 февраля — приказом за подписью Дзержинского Николаевская железная дорога переименована в Октябрьскую[1].
- В СССР введено диспетчерское регулирование движения поездов на участке Москва — Мытищи.[2]
- Создано акционерное общество «Транспечать» (позже «Желдориздат»).[2]

## Новый подвижной состав
- На заводе Pennsylvania Railroad в Алтуне (Altoona Works) выпущен первый опытный паровоз серии PRR M1. После трёхгодичных испытаний этого паровоза он был запущен в серию.
- В Германии начат выпуск паровозов серии Ty23 и Ok22.
- В Норвегии на заводах Norsk Elektrisk & Brown Boveri и Thune освоен выпуск электровозов серии NSB El 2.